# Mecaspis alternans
Espèce
Mecaspis alternans est une espèce d'insectes coléoptères de la famille des Curculionidae et du genre Mecaspis, endémique d'Europe. Ses larves parasitent les racines de la Carotte et du Panais. La pupaison se fait dans le sol.

## Variété
- Mecaspis alternans var. caesus (Gyllenhal, 1834)[2]

## Répartition
C'est une espèce endémique d'Europe, présente à l'ouest jusqu'au Portugal, à l'est jusqu'en Ukraine, au nord jusqu'en Allemagne et en Pologne, au sud jusqu'en Sicile et en Crète.

## Systématique
Le nom scientifique complet (avec auteur) de ce taxon est Mecaspis alternans (J.C.L.Hellwig, 1795).
L'espèce a été initialement classée dans le genre Curculio sous le protonyme Curculio alternans J.C.L.Hellwig, 1795.
Mecaspis alternans a pour synonymes :
- Cleonus alternans (J.F.W.Herbst, 1795)[3]
- Cleonus caesus Gyllenhal, 1834[5]
- Cleonus cunctus Gyllenhal, 1834[5]
- Cleonus moerens Fåhraeus, 1842[5]
- Curculio alternans J.C.L.Hellwig, 1795[3]
- Curculio alternans J.F.W.Herbst, 1795[3],[5]
- Curculio costatus P.Rossi, 1792[3]
- Curculio lurcans J.F.W.Herbst, 1797[3],[5]
- Lixus alternans (J.F.W.Herbst, 1795)[3]

## Galerie

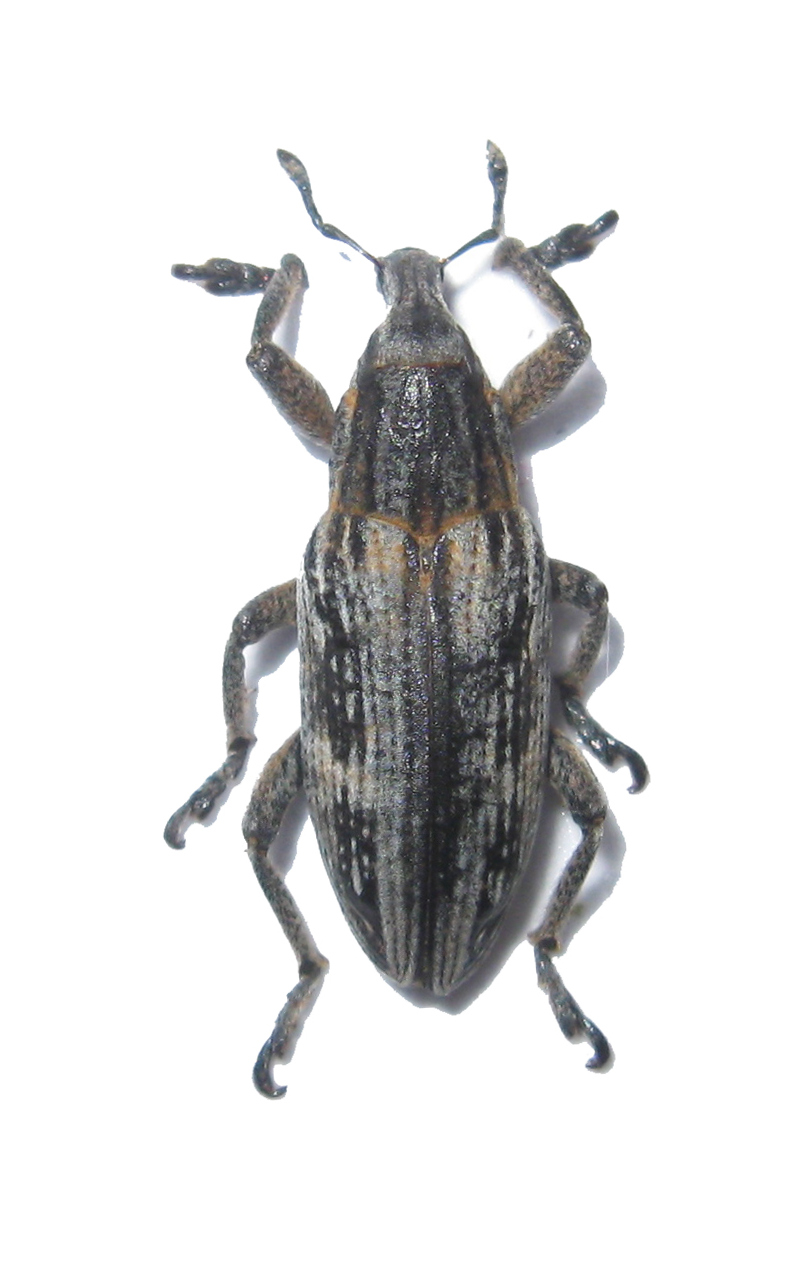
.
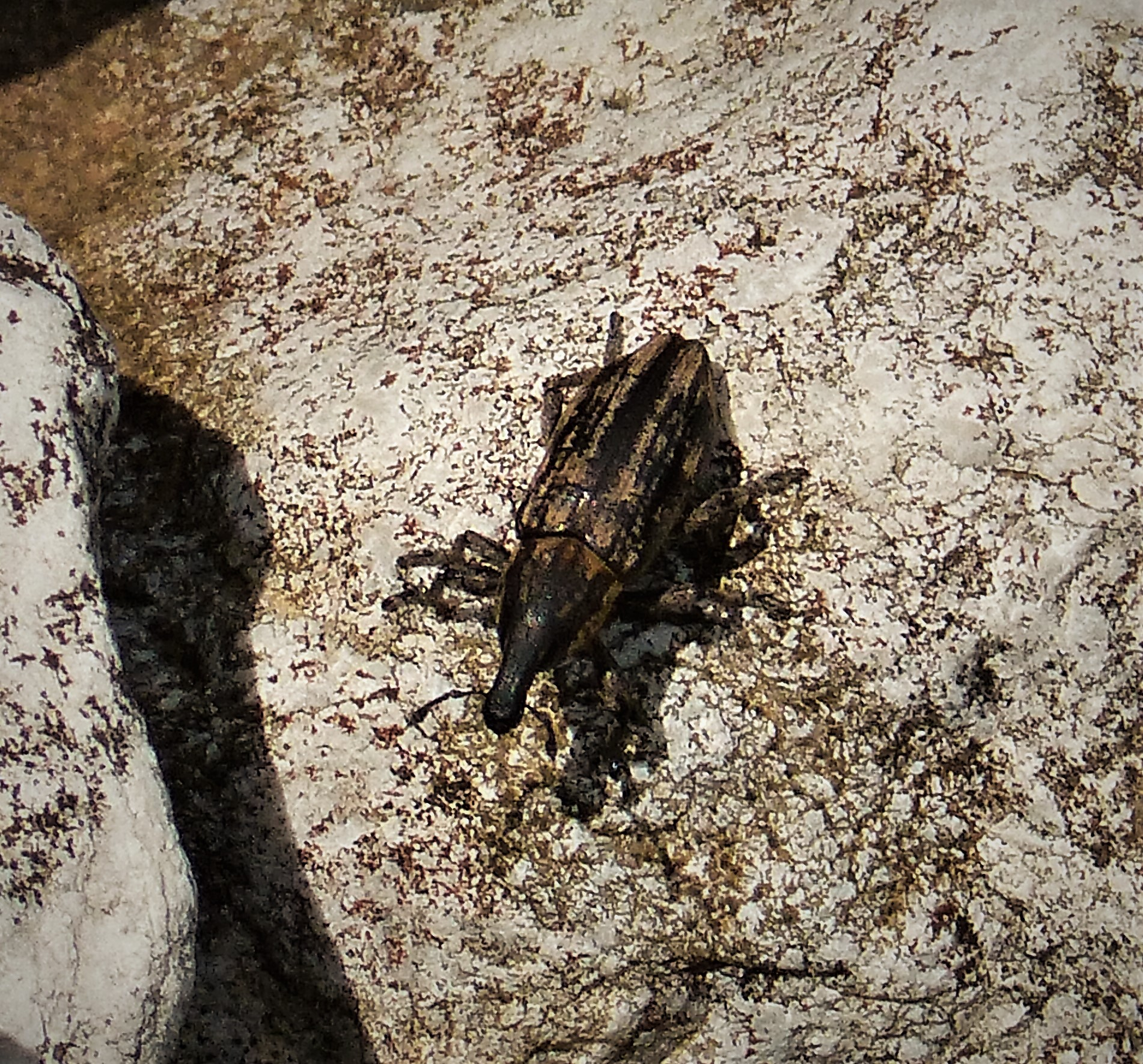
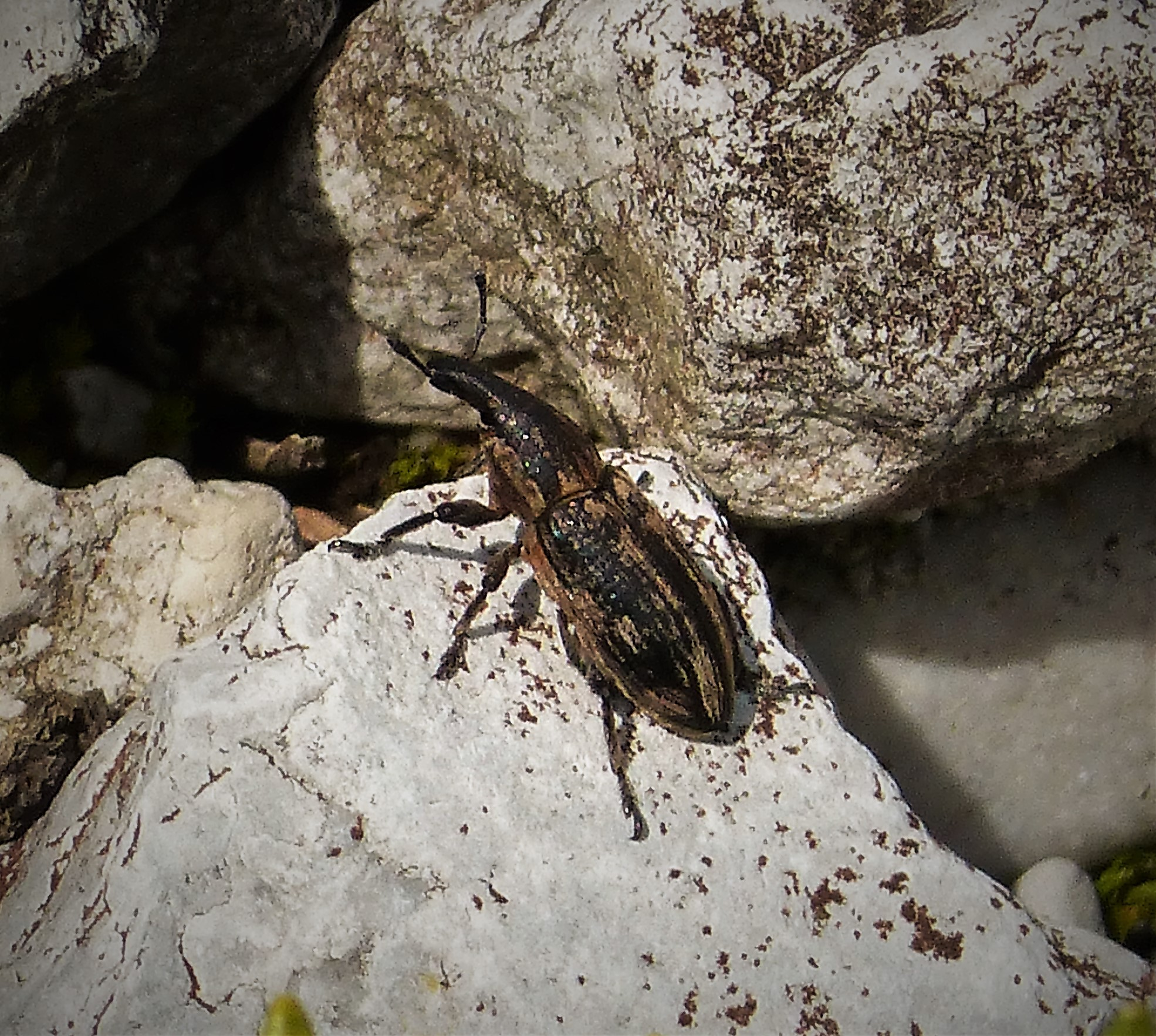
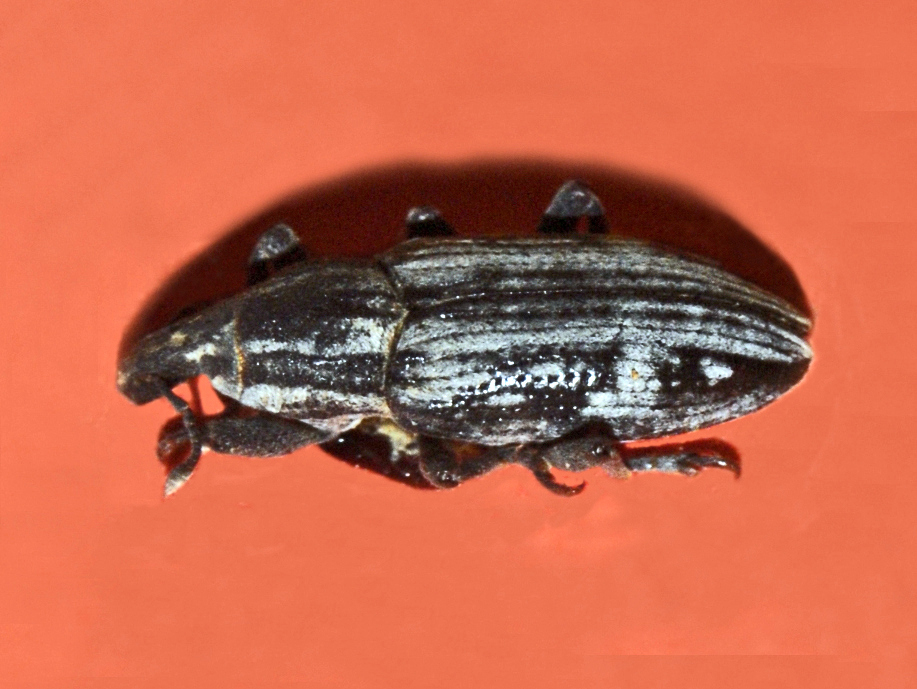